# A japán–magyar nyelvrokonság elmélete
A japán–magyar nyelvrokonság elmélete az évszázadok során több nyelvkutató munkájában is felbukkant, támogatói napjainkban is akadnak. Ezen elméletek a japán és a magyar nyelvek közötti rokonságot próbálják meg alátámasztani. Az elméletet a témával foglalkozó szakemberek döntő többsége elveti. 

## 19. század
1823-ban jelent meg Heinrich Julius Klaproth Asia Polyglotta című munkája, melyben a japán nyelvet egyebek közt a finnugor nyelvekkel is egyezteti (például japán hi 'tűz' – permi bi, sziámi fei, jávai api, celebeszi afi; japán csosi – Ob melléki osztják chos, chus, kos). A példák között több magyar szó is szerepel (meglehetősen rendszertelenül), például magyar cho 'hó' – tibeti ka, abház se; magyar toll – csukcs tegel, osztják tugol; magyar bogár – (kaukázusi) avar bochor.
Klaproth munkájában kínai–magyar szóegyezést is közöl: kínai fu – magyar fejsze (melynek osztják és vogul megfelelése is van).

## 20. század
Heinrich Winkler 1909-es Der uralaltaische Sprachstamm, das Finnische und das Japanische című művében ismét felvetette a japán és finnugor nyelvek rokonságának gondolatát. Állítása szerint a japán nyelvhez fűződő rokonság elsősorban a finn (tulajdonképpen finnugor) nyelven keresztül követhető nyomon. Ugyanakkor a finnugor és indoeurópai nyelvek rokonsága mellett is állást foglalt. 
Winkler szerint az ősfinn (vagy finnugor) nyelv altaji alapszerkezettel rendelkezik, és a japán ugyanebből a struktúrából fejlődött ki. Szintaktikailag azonban közelebbi megegyezést mutat a japán nyelvvel a magyar: jellemző a kopula (sein) hiánya (a városok nagyok – „die Städte grosse”: hiányzik a „sind”); a személyes névmások birtokragja a magyarban feltűnő módon fennmaradt (énnekem, énnálam stb.)
A tanulmányban japán–finn–magyar összehasonlító szójegyzék is szerepel, ebből néhány példa:
| japán            | magyar    |
| ---------------- | --------- |
| acu(i) 'forró'   | izzad     |
| ara 'üres'       | árva      |
| usi 'marha'      | üsző      |
| kuro(i) 'fekete' | korom     |
| tabi 'enni'      | táplál    |
| szui 'savanyú'   | sav, savó |
| furi 'forgat'    | forog     |
| voka 'domb'      | boka      |

Magyarországon 1942-ben Pap Ferenc végzett – igencsak leegyszerűsített, így számba nem vehető – japán–magyar szóösszehasonlításokat, mint például szaru 'elmegy' – száll; tunagu 'összeköt' – zsineg; szavaru 'gátol' – zavar. 
Sokkal komolyabban foglalkozott a kérdéssel idősebb Pröhle Vilmos először 1917-ben, de különösen 1943-ban. 1943-as munkájában tulajdonképpen leszögezi, hogy a japán nyelv csak az egész finnugor nyelvcsaláddal együtt hozható kapcsolatba a magyarral. Szóegyeztetésekkel valójában nem is foglalkozik, inkább az általános struktúrával kapcsolatban tesz megállapításokat. Véleménye szerint a japán mint urál-altaji nyelv (és így szerinte finnugor is) valódi rokon vonásokat mutat fel egyes urál-altaji nyelvekkel.
Ezen az úton halad Kazár Lajos is 1996-os ó-japán–magyar nyelvhasonlításában, azaz a japán nyelvet az urál-altaji (finnugor) nyelvek keretében hasonlítja a magyarhoz. Néhány szóösszehasonlítása: amo 'anya' – eme-; itosi 'szeretett, kedves' – ómagyar ides, mai magyar édes; cubo 'edény, korsó' – csupor stb. 
1997. október 7-én a Magyar Nyelvtudományi Társaság által rendezett vitában Kazár egy ötoldalas szórólapon ismét összefoglalta az ó-japán–magyar nyelvrokonság lényegét, miszerint a rokonság csak a finnugor nyelvcsaláddal együtt tekintve lehet valós.